# Balduin III av Jerusalem
Balduin III av Jerusalem, född 1129 i Jerusalem, död 1162 i Tripolis, Syrien, var korsriddare av fransk börd och kung av Jerusalem 1143-1162.

## Biografi
Balduin III var Fulkos son. Han efterträdde nominellt 1143 sin fader såsom kung av Jerusalem, men stod till en början under sin mor Melisendes förmynderskap. Modern var dotter till Balduin II av Jerusalem. Under hennes regering erövrade Imad ed-din Zenki, atabek av Mosul, staden Edessa 1144 från greve Joscelin av Edessa, vilket gav upphov till andra korståget. Efter Zenkis död 1146 togs det åter av de kristna men erövrades än en gång av Nur ed-din av Damaskus.  
År 1150 begärde Balduin att få verkliga maktbefogenheter och att krönas till ensam regent. Detta ledde till en konflikt mellan honom och hans mor Melisende som framlades inför Haute Cour. Haute Cour delade landet och förlänade norra delen till Balduin och resten, inkluderande själva Jerusalem, till Melisende. 1152 förklarade Balduin krig mot sin mor, erövrade Jerusalem och avsatte henne. Han förlänade henne dock rätten att regera över staden Nablus med tillhörande territorium livet ut. Balduin III erkände Melisendes politiska förmåga, och kom snart att inse att han förutom henne hade få kapabla politiska aktörer att lita till. Från 1153 gav han henne en mängd politiska uppdrag och rätten att agera regent i hans frånvaro.
Balduin erövrade 1153 Askalon efter åtta månaders belägring men led emellertid 1157 ett fruktansvärt nederlag mot Nur ed-din vid Jakobsfurt vid Jordan, men höjde 1158 åter sitt rikes anseende genom seger vid sjön Tiberias.  
Genom sitt giftermål med Teodora Komnena, dotter till den bysantiske kejsaren Manuel I Komnenos, fick han Bysantinska riket till bundsförvant. Han dog emellertid snart därefter, som det troddes mördad av gift, i Tripolis i Syrien. Under hans regering hade riket gått tillbaka i makt genom inre tvedräkt och yttre fiender. Han efterträddes av sin bror Amalrik I av Jerusalem.